# Mega Express Two
Il Mega Express Two è un traghetto di proprietà della compagnia di navigazione Corsica Ferries - Sardinia Ferries.

## Caratteristiche
La nave è mossa da quattro motori diesel Wärtsilä-NSD 12V46C, ciascuno erogante una potenza di 12600 kW a 500 giri/min, per un totale di 50400 kW. L'unità può raggiungere la velocità di 29 nodi e può trasportare fino a 1800 passeggeri e 550 veicoli.

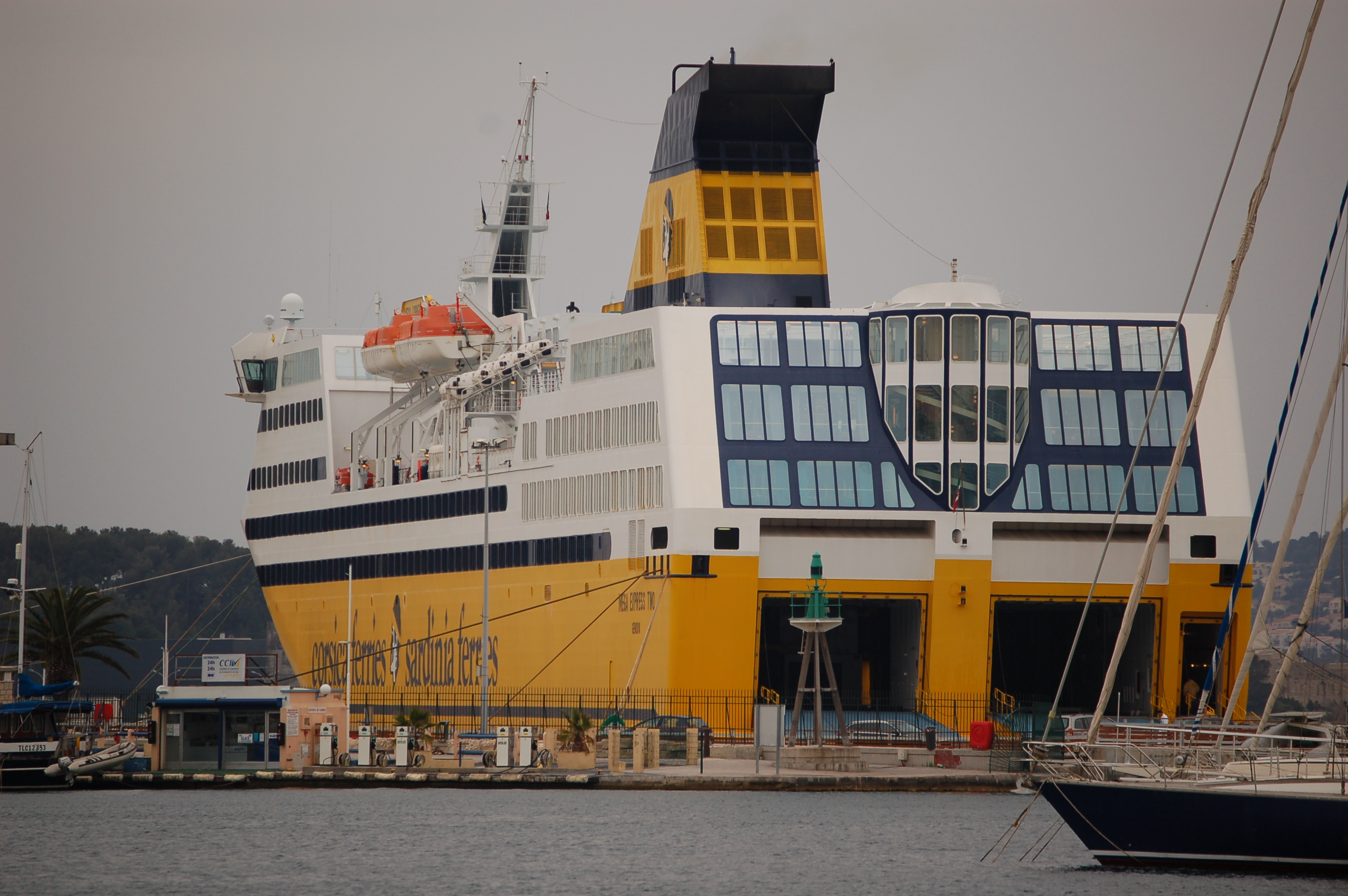
La poppa del Mega Express Two, dove è ben visibile la scala a chiocciola vetrata.

I servizi disponibili a bordo sono: cabine (300), 2 sale poltrone (351 posti), ristorante à la carte (108 posti), self-service (506 posti), spaghetteria (98 posti), bar (90 posti), lounge (300 posti), caffetteria, boutique, area giochi per bambini, sala videogames, piscina e solarium.

Caratteristica singolare del Mega Express Two e del Mega Express è la grande scala a chiocciola vetrata situata a poppa della nave, che anni dopo, è stata riproposta anche sulla Mega Express Four.
I servizi disponibili a bordo sono: cabine (300), 2 sale poltrone (351 posti), ristorante à la carte (108 posti), self-service (506 posti), spaghetteria (98 posti), bar (90 posti), lounge (300 posti), caffetteria, boutique, area giochi per bambini, sala videogames, piscina e solarium.
La nave è strutturata su nove ponti:
- Ponte 9 - Sky deck: eliporto e zona esterna
- Ponte 8 - Sun deck: Bar esterno, piscina e solarium
- Ponte 7 - Amethyst deck: ristorante à la carte, lounge, spaghetteria, bar, boutique, area giochi per bambini, sala video games, cabine
- Ponte 6 - Emerald deck: self-service, caffetteria, cabine
- Ponte 5 - Sapphire deck: reception, sale poltrone, cabine
- Ponte 4 - Garage deck
- Ponte 3 - Garage deck
- Ponte 2 - Garage deck
- Ponte 1 - Garage deck

Da fine 2010, i punti di ristoro di Corsica Ferries - Sardinia Ferries, hanno questi nomi:
- Lido Beach Bar: bar all'aperto, ponte 8
- Dolce Vita: ristorante à la carte, ponte 7 a poppa
- Riviera Lounge; lounge bar, ponte 7
- Gusto: self-service con cucina di ispirazione italiana, ponte 7
- Main Street: piccolo fast food insieme a Gusto, ponte 7
- Yellow's: self-service, ponte 6
- Sweet Cafe: caffetteria vicino a Yellow's, ponte 6

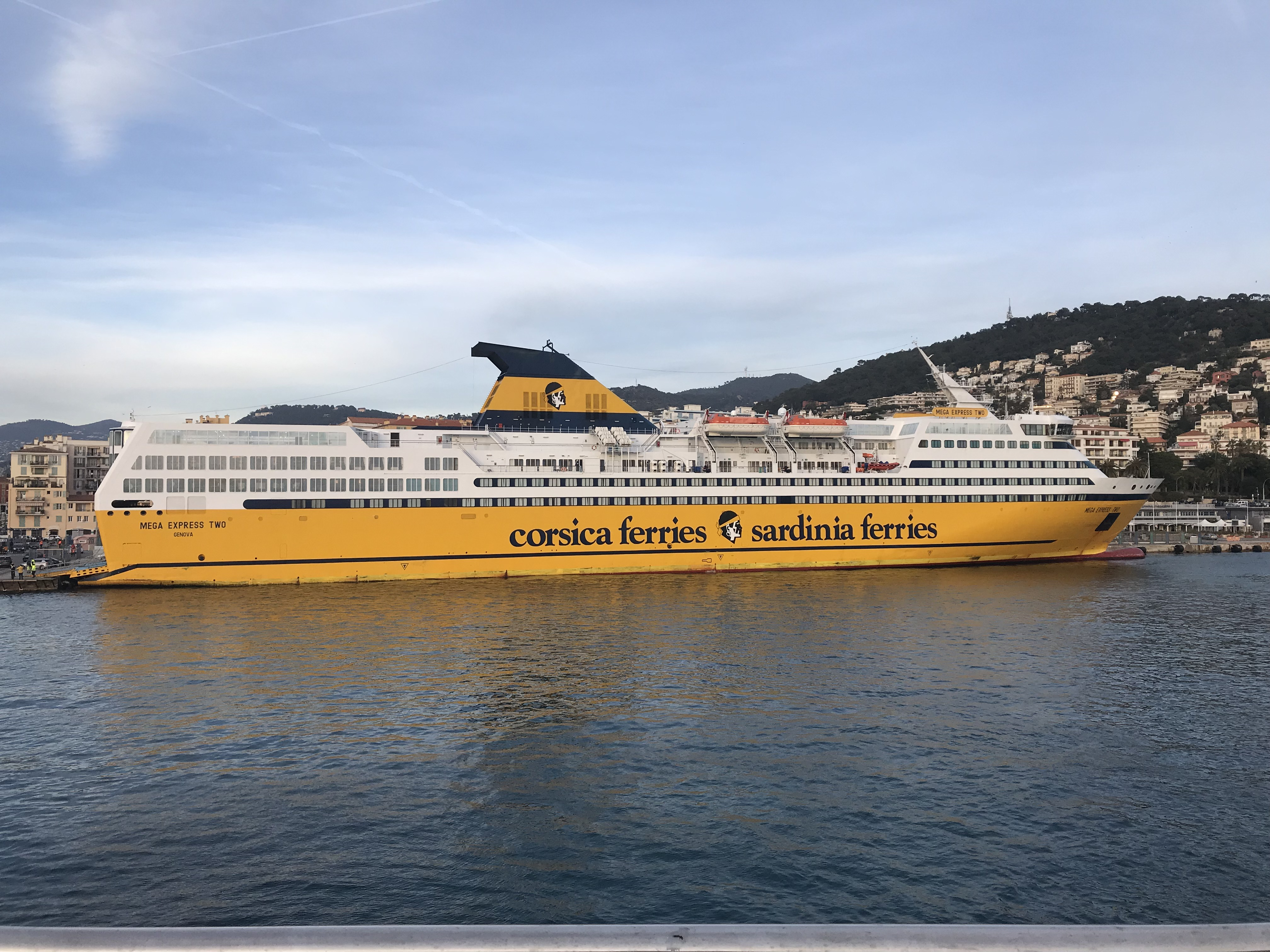
Mega Express Two a Nizza nel 2019

## Servizio
Commissionata nel 1999 insieme alla gemella Mega Express, è stata costruita presso il Cantiere navale fratelli Orlando di Livorno tra il 2000 e il 2001.
La nave è entrata in servizio il 15 giugno 2001 sulle tratte da Savona, Livorno e Civitavecchia per Corsica e Sardegna.
Dal 2010 al 2012 opererà sulle tratte per la Sardegna. Sempre dal 2012 tornerà sulle linee per la Corsica.
Il 21 aprile 2018 apre la nuova tratta Tolone-Alcúdia dove arriverà la mattina del giorno seguente.
Ad aprile 2023 è stato il primo traghetto nel Mar Mediterraneo a viaggiare con biocarburante. Questo primo test è stato effettuato a Tolone dove la nave, è stata rifornita con cento tonnellate di biocarburante composto da gasolio e da circa un terzo di oli da cucina esausti. Grazie a questo prodotto di TotalEnergies si riducono di circa il 20% le emissioni di gas serra rispetto al carburante marino tradizionale. Il 16 ottobre 2023 il test è stato effettuato una seconda volta dando esiti positivi.
La nave negli anni opera tra i porti di Livorno, Savona, Genova, Civitavecchia, Golfo Aranci, Ajaccio, Bastia, Calvi, Ile Rousse, Nizza, Tolone e Alcúdia.
Il primo viaggio del 2024 è stato fatto il 1º gennaio sulla tratta Tolone-Bastia. Dal 12 gennaio al 9 febbraio 2024 è stata in disarmo a La Spezia, dopo si è spostata nel porto di Genova dove è stata fino al 21 marzo. È tornata in servizio due giorni dopo.

## Navi gemelle
- Mega Express